# Hercule Grimaldi
Titre
Prince héréditaire de Monaco
16 décembre 1623 – 2 août 1651
(27 ans, 7 mois et 17 jours)
Hercule Grimaldi, marquis des Baux, est né le 16 décembre 1623 et est décédé le 2 août 1651. Il est un membre de la famille Grimaldi et héritier présomptif de son père Honoré II de Monaco.

## Biographie
Seul fils du prince Honoré II et d'Ippolita Trivulzio, il est l'héritier présomptif de la principauté de Monaco, (reconnue en 1612 en tant que principauté par le roi d'Espagne). Titré marquis des Baux après 1642 par son grand-père Hercule Ier, seigneur de Monaco, le titre est l'un des titres subsidiaires qui a été donnés à son père par Louis XIII, roi de France.
Mortellement blessé, Hercule Grimaldi est tué après avoir manipulé une arme à feu chargée de manière incorrecte.
Son fils, le prince Louis, devient l'héritier présomptif de Monaco et succède finalement à son grand-père en 1662. Sa femme, Maria Aurelia Spinola, lui a survécu jusqu'en 1670.

## Mariage et enfants
Hercule Grimaldi épouse Maria Aurelia Spinola le 4 juillet 1641, fille de Luca Spinola, prince de La Molietta et cousine de Bellina Spinola. Elle est membre de la famille de Spinola, une riche et puissante famille de la république de Gênes. Le mariage produit quatre enfants qui ont tous eu une descendance. Par son fils Louis, il est un ancêtre direct du prince Albert II et au travers de sa plus jeune fille, il est un ancêtre du prince Carlos de Bourbon de Parme, duc de Parme, prétendant au trône de Parme.
1. Louis Ier, prince souverain de Monaco (1662-1701) (25 juillet 1642 – 3 janvier 1701) marié à Catherine Charlotte de Gramont dont il a une descendance.
2. Maria Ippolita Grimaldi (8 mai 1644 – 8 octobre 1694) mariée à Charles-Emmanuel de Simiane, prince de Montafia, dont elle a une descendance.
3. Giovanna Maria Grimaldi (4 juin 1645) mariée à Andrea Imperiali, prince de Francavilla, dont elle a une descendance.
4. Teresa Maria Grimaldi (4 septembre 1648 – 20 juillet 1723) mariée à Sigismondo III d'Este, marquis de San Martino, dont elle a une descendance.

## Armoiries
| Blason | Blasonnement : Fuselé d'argent et de gueules. |